# سازمان میادین میوه و تره‌بار شهرداری رشت
سازمان میادین میوه و تره‌بار شهرداری رشت یکی از سازمان‌های زیر مجموعه شهرداری رشت است. این سازمان در اواخر سال ۱۳۸۴ در شهر رشت تشکیل و شروع به فعالیت نمود. هدف از تشکیل و وظایف سازمان در اساسنامه سازمان که با چهار فصل، چهل ماده، چهل و دو تبصره و نود و دو بند به تصویب وزارت محترم کشور رسیده‌است به‌طور کامل عنوان گردیده‌است. در ماده ۳ به‌طور اختصار هدف تشکیل سازمان حمایت از تولیدکنندگان با اولویت‌های کشاورزی عنوان و در جهت رسیدن به این هدف، احداث میدان مرکزی میوه و تره بار، توسعه و احداث بازارهای روز میوه و تره بار، ایجاد بازارچه‌های موضعی و جایگاه‌های موقت پس از تأیید شورای سازمان و واگذاری فروشگاه‌ها و غرفه‌ها به عرضه‌کنندگان با رعایت دستورالعملها، قوانین و مقررات، خصوصاً ماده واحد قانون نحوه واگذاری اماکن و میادین عرضه و توزیع میوه مصوب ۱۳۷۶/۰۱/۱۱ هیئت وزیران عنوان گردیده‌است.

## فهرست میادین و بازارها

### بازارچه طبقاتی وارش
بازارچه وارش در ضلع شرقی شهر رشت واقع در بلوار مدرس می‌باشد.
این بازارچه با وسعت حدود ۷۲۰۰ مترمربع سایت اصلی و ۴۵۰۰ متر مربع زیربنا در سه طبقه احداث گردیده‌است. معماری جدید، پارکینگ با گنجایش بیش از ۱۰۰ خودرو از امکانات این مجموعه است. همچنین در طبقه سوم وجود رستوران مجلل، کافی شاپ، نمازخانه وجود دارد.

### بازارچه میرزاکوچک خان
بازارچه میرزاکوچک خان واقع در منطقه ۴ شهرداری رشت از شمال به فاز دوم خیابان آیت‌الله ضیابری و از جنوب به رودخانه گوهررود. و از شرق به خیابان سردار جنگل و ازغرب به محدوده مسکونی و کوچه محمود منصوری و دیگر شبکه‌های شهری که به خیابان شهید حبیب زاده دسترسی دارد منتهی می‌گردد. از جمله ویژگی مکانی این بازارچه می‌توان به دسترسی خوب آن اشاره کرد به‌طوری‌که هم از طریق خیابان سردار جنگل و هم ازطریق خیابان آیت‌الله ضیابری دارای دسترسی می‌باشد و مرز پ یرامون آن از طریق شبکه‌های فرعی از فضای مسکونی و تجاری و سایر فضاها جدا می‌شود.
بازارچه میرزاکوچک از دو قسمت قدیم (شماره یک) و جدید (شماره دو) تشکیل شده‌است که بیشتر غرفه‌ها در بخش قدیم آن به شغل میوه و تره با ر اشتغال دارند. علاوه برآن محصولات جالیزی و انواع مواد خوراکی از قبیل مواد لبنی و انواع مواد پروتئینی و ماهی و قارچ در این بازارچه عرضه می‌شود داشتن دو پارکینگ طولی با ظرفیت حداقل ۷۰ خودرو از دیگر امکانات این بازارچه است.
این بازارچه در بخش قدیم توسط هیئت امنا اداره می‌گردد و در بخش جدید تحت نظارت مستقیم سازمان میادین میوه وتره بار شهرداری رشت قرار دارد.
این بازارچه علاوه بر سرویس‌های بهداشتی دارای نمازخانه، دفتر مدیریت در هر دو بخش به صورت مجزا می‌باشد.
بازارچه میرزا کوچک خان با بیش از بیست سال قدمت دارد.

### بازارچه نگین
این بازارچه واقع در بلوار شهید بهشتی روبروی شهرک قدس می‌باشد.
که از شمال به بخش مسکونی کوی مجیدیه از جنوب به خیابان شهید بهشتی، از شرق و شمال شرقی به رودخانه گوهررود و از غرب به بخش مسکونی کوی مجیدیه و جداره تجاری – خدماتی خیابان شهید بهشتی محدود می‌گردد. بازارچه نگین صرفاً از یک ورودی و خروجی برخوردار است که ورودی و خروجی مذکور از خیابان شهید بهشتی به عنوان یکی از محورهای پرتردد شهری منشعب می‌گردد.
بازارچه نگین از ۲۰ غرفه تشکیل شده‌است که در آن قصابی، مرغ روز، قارچ زیتون وفراورده‌های سنتی مانند رشته خشکار به صورت طبخ در مکان و محصولات لبنی هر روزه با نظارت مستقیم سازمان میادین و میوه وتره بار توزیع می‌گردد و از بازارچه‌هایی است که سازمان در آن ناظر مقیم دارد.

### بازارچه عینک
کار ساخت این بازارچه از سال ۱۳۹۰ در یک قطعه زمین واقع در بلوار شهید افتخاری با مترا‍ژ ۳۹۰ متر مربع در منطقه ۴ شهرداری رشت جوار تالاب عینک جهت اجرای پروژه بازارچه محلی عینک از محل طرح بودجه سازمان آغاز شده و تاکنون به بهره نرسیده‌است.